# Елизабета Померанска
Елисавета или Елишка Померанска (на немски: Elisabeth von Pommern; на чешки: Alžběta Pomořanská – * 1347 – †1393) е 4-та и последна съпруга на император Карл IV.
Като негова съпруга тя е кралица-консорт на Бохемия, Германия и императрица на Свещената Римска империя през периода 1363 – 1376.

## Произход
Елизабета е правнучка на литовския княз-основоположник Гедиминас, внучка на полския пястки крал Кажимеж Велики и дъщеря на померанския херцог Богислав.

### Брак
Омъжена е за императора и бохемски крал Карл по дипломатически съображения, целящи да изведат Полша от античешката коалиция на Рудолф IV Хабсбург. Бракосъчетанието се състои в Краков на 21 май 1363 г., когато Елизабета е 16-годишна, а Карл IV е на 47 години.
На 18 юни 1363 година Елизабета е коронована в Прага като кралица на Чехия, а на 1 ноември 1368 година папа Урбан V я коронова в Рим като императрица на Свещената Римска империя.
Въпреки разликата във възрастта взаимоотношенията между младоженците се описват като хармонични. Раждат се шест деца, а Елизабета е топла и привързана към остаряващия си съпруг до смъртта му през 1378 г. Тя надживява Карл с 15 години и е погребана до него в Прага, катедрала „Св. Вит“.

### Деца
- Анна Бохемска (1366 – 1394), омъжена за Ричард II и кралица на Англия;
- Сигизмунд (1368 – 1437), Император на Свещената Римска империя;
- Йохан (1370 – 1396), първи херцог на Гьорлиц; курфюрст Бранденбург от 1373 г.; зет на Алберт, крал на Швеция;
- Карл (1372 – 1373)
- Маргарет Бохемска (1373 – 1410), бург-графиня на Нюрнберг
- Хайнрих (1377 – 1378).